# Claire Mitchell-Taverner
Claire Mitchell-Taverner, född den 17 juni 1970 i Melbourne, Australien, är en australisk landhockeyspelare.
Hon tog OS-guld i damernas landhockeyturnering i samband med de olympiska landhockeytävlingarna 2000 i Sydney.